# Masuleh
Masuleh (farsi ماسوله) è un villaggio dello shahrestān di Fuman nella provincia di Gilan. Alcuni nomi storici della località sono stati Māsalar e Khortāb. È stato fondato nel X secolo e la sua popolazione era, nel 2006, di 554 abitanti. I nativi parlano il taliscio.

## Geografia e Clima
Si trova sulla catena dei monti Elburz a 1.050 m s.l.m., circa 60 km a sud-ovest di Rasht e 32 km ad ovest di Fuman. Ai piedi del villaggio scorre il fiume Masuleh Rud-Khan e la valle è circondata da foreste. Il clima è caratterizzato da una forte prevalenza di nebbia.

## Architettura
Masuleh ha un'architettura unica: i tetti delle case servono da aree pedonali e sostituiscono le strade. Lo spazio calpestabile davanti alle case è di fatto il tetto delle abitazioni sottostanti. Data questa tipica disposizione non è consentito l'accesso a nessun veicolo a motore, del resto gli stretti vicoli e le molte scale (c'è nel villaggio un dislivello di 100 m) ne impedirebbero di fatto la circolazione.